# اريك شوارتز
اريك شوارتز (بالإنجليزية: Eric Schwartz)‏ هو كاتب أغاني ومغن مؤلف ومغني وصحفي أمريكي، ولد في القرن العشرين في نيويورك في الولايات المتحدة.

## وصلات خارجية
لم يتم العثور على روابط لمواقع التواصل الاجتماعي.